# David Goodis
David Goodis, conosciuto anche con gli pseudonimi David Crewe, Logan Claybourne e  Lance Kermit (Filadelfia, 2 marzo 1917 – Filadelfia, 7 gennaio 1967), è stato uno scrittore statunitense di libri gialli.

## Opere

### Scritti
- 1939, Retreat from Oblivion
- 1946, Giungla umana (Dark Passage), Collana Il Giallo Mondadori n.190, 1952; ripubblicato nella stessa collana nel 1996 col titolo Il volto perduto al numero 2474 e nel 2004 da Fanucci col titolo La fuga[1]
- 1947,  Il buio nel cervello (Nightfall), Collana Il Giallo Mondadori n.374, 1956; Collana Classici del Giallo Mondadori n.95, 1970; ripubblicato da Fanucci nel 2006 col titolo Il vuoto nella mente[2]
- 1947, L'anima buia (Behold This Woman), Collana I Gialli Segreti n.14, Editoriale La Tecnografica, 1959.
- 1950, Non riposano in pace (Of Missing Persons), Collana Il Giallo Mondadori n.228, 1953; Collana Capolavori dei Gialli Mondadori n.295, 1966.
- 1951, Diabolica testimonianza (Cassidy's Girl), Collana Gialli Ponzoni n.26, 1959; col titolo La ragazza di Cassidy, Collana Il Giallo Mondadori n.2297, 1993.
- 1952, La morsa (Of Tender Sin), Collana Libri che Scottano n.57, Longanesi, Milano, 1959.
- 1952, Street of the Lost
- 1953, Ragazza, aspettami! (The Burglar), Collana I Gialli del Canarino Ponzoni n.9, 1960; col titolo Lo scassinatore, Collana Il Giallo Mondadori n.2261, 1992.
- 1953, C'è del marcio in Vernon Street (The Moon in the Gutter), Collana I Neri Mondadori n.5, 1964; Classici del Giallo Mondadori n.439, 1983.
- 1954, Suspense a Filadelfia (Black Friday), Collana I Gialli Giumar (Serie Nera) n.8, 1954; col titolo Venerdì nero, Collana Classici del Giallo Mondadori n.645, 1991.
- 1954, Via senza ritorno (Street of No Return), Collana I Gialli del Secolo Casini n.238, 1956; col titolo Strada senza ritorno, Collana Classici del Giallo Mondadori n.879, 2000.
- 1954, The Blonde on the Street Corner
- 1955, The Wounded and the Slain
- 1956, Non sparate sul pianista (Down There), Collana Gialli Ponzoni n.28, 1959; col titolo Sparate sul pianista (Shoot the Piano Player), trad. Mauro Boncompagni, Collana Omnibus Gialli, Mondadori, 1989; Fanucci Editore, 2003; Collana I Classici del Giallo Mondadori n.1414, 2018.
- 1957,  Mania incendiaria (Fire in the Flesh), Collana Gialli Ponzoni n.21, 1959.
- 1961, Squadra notturna (Night Squad), Collana Il Giallo Mondadori n.694, 1962.
- 1966, Raving Beauty
- 1967, L'altalena della morte (Somebody's Done For), Collana Il Giallo Mondadori n.1035, 1968.

### Racconti
- 1953, Il professionista (Professional Man), contenuto in Millennium Thriller, Newton Compton, 2011
- 1958, Il tuffo (The Plunge), contenuto in American Pulp. I grandi maestri della crime story, Mondadori, 2001

### Filmografia
- Le donne erano sole (Unfaithful), regia di Vincent Sherman - sceneggiatura (1947)
- 1947, La fuga (Dark Passage), regia di Delmer Daves con Humphrey Bogart, Lauren Bacall, tratto dal romanzo La giungla umana del 1946.
- 1956, L'alibi sotto la neve (Nightfall), regia di Jacques Tourneur con Aldo Ray, Anne Bancroft, tratto dal romanzo Il buio nel cervello del 1947.
- 1957, Lo scassinatore (film) (The Burglar), regia di Paul Wendkos con Dan Duryea, Jayne Mansfield, tratto dal romanzo omonimo del 1953.
- 1960, Tirate sul pianista (Tirez sur le pianiste), regia di François Truffaut con Charles Aznavour, Marie Dubois tratto dal romanzo Non sparate sul pianista (Down There) del 1956.
- 1963, L'ora di Hitchcock (The Alfred Hitchcock Hour), serie tv episodio 1x26 (da una novella di Henry Kane)
- 1972, La corsa della lepre attraverso i campi (La course du lievre a travers les champs), regia di Rene Clement con Robert Ryan, Jean-Louis Trintignant tratto dal romanzo Venerdi Nero (Black Friday) del 1954 e dal romanzo L'altalena della morte (Somebody's Done For) del 1967.
- 1983, Lo specchio del desiderio (La lune dans le caniveau), regia di Jean-Jacques Beineix con Gérard Depardieu; Nastassja Kinski tratto dal romanzo C'è del Marcio in Vernon Street (The Moon in the Gutter) del 1953.
- 1986, Discesa all'inferno (Descente aux enfers), regia di Francis Girod con Sophie Marceau, Claude Brasseur tratto dal romanzo The Wounded and the Slain del 1955.
- 1989, Strada senza ritorno (Street of No Return), regia di Samuel Fuller con Keith Carradine, Andrea Ferreol tratto dal romanzo omonimo del 1954